# Emirowie Kuwejtu
Dynastia as-Sabah:
| #  | Imię                               |          | Lata życia              | Lata życia                 | Czas rządów       | Czas rządów                | Rodzice                                                        |
| #  | Imię                               | Urodzony | Zmarł                   | Od                         | Do                |                            | Rodzice                                                        |
| -- | ---------------------------------- | -------- | ----------------------- | -------------------------- | ----------------- | -------------------------- | -------------------------------------------------------------- |
| 1  | Sabah I ibn Dżabir                 |          | 1700                    | 1762                       | 1752              | 1762                       | Jaber bin Salman ibn Ahmed Sheikha Mariam bint Faisal al-Utabi |
|    |                                    |          |                         |                            |                   |                            |                                                                |
| 2  | Abd Allah I as-Sabah               |          | 1740                    | 3 maja 1814                | 1762              | 3 maja 1814                | Sabah I ibn Dżabir ?                                           |
| 3  | Dżabir I as-Sabah                  |          | 1770                    | 1859                       | 3 maja 1814       | 1859                       | Abd Allah I as-Sabah ?                                         |
| 4  | Sabah II asl-Sabah                 |          | 1784                    | 1866 Kuwejt                | 1859              | 1866                       | Dżabir I as-Sabah ?                                            |
| 5  | Abdullah II Al-Sabah               |          | 1814                    | 29 maja 1892               | 1866              | 29 maja 1892               | Sabah II Al-Sabah Fatma bint Salim Al-Jarrah                   |
| 6  | Muhammad Al-Sabah                  |          | 1838                    | 17 maja 1896               | 1831              | 17 maja 1896               | Sabah II Al-Sabah ?                                            |
| 7  | Mubarak Al-Sabah                   |          | 1837                    | 20 listopada 1915          | 17 maja 1896      | 28 listopada 1915          | Sabah II Al-Sabah Lulwa bint Muhammad Al Thaqib                |
| 8  | Dżabir II as-Sabah                 |          | 1860                    | 5 lutego 1917              | 28 listopada 1915 | 5 lutego 1917              | Mubarak Al-Sabah ?                                             |
| 9  | Salim al-Mubarak as-Sabah          |          | 1864                    | 23 lutego 1921 Kuwejt      | 5 lutego 1917     | 23 lutego 1921             | Mubarak Al-Sabah Shekha bint Duaij Al-Sabah                    |
| 10 | Ahmad al-Dżabir as-Sabah           |          | 1885                    | 29 stycznia 1950           | 29 marca 1921     | 29 stycznia 1950           | Dżabir II Al-Sabah ?                                           |
| 11 | Abd Allah III as-Salim as-Sabah    |          | 1895 Kuwejt             | 24 listopada 1965 Kuwejt   | 29 stycznia 1950  | 24 listopada 1965          | Salim al-Mubarak Al-Sabah Sheikha Mariam bint Jarrah Al-Sabah  |
| 12 | Sabah as-Salim as-Sabah            |          | 1913 Kuwejt             | 31 grudnia 1977 Kuwejt     | 24 listopada 1965 | 31 grudnia 1977            | Salim al-Mubarak as-Sabah Munira Muhammad Al-Dabbous           |
| 13 | Dżabir as-Sabah                    |          | 29 czerwca 1926 Kuwejt  | 15 stycznia 2006 Kuwejt    | 31 grudnia 1977   | 15 stycznia 2006           | Ahmad al-Dżabir as-Sabah Bibi Salem Mubarak Al-Sabah           |
| 14 | Sad al-Abd Allah as-Salim as-Sabah |          | 1929 Kuwejt             | 13 maja 2008 Kuwejt        | 15 stycznia 2006  | 24 stycznia 2006 Abdykował | Abd Allah III as-Salim as-Sabah Dżamila                        |
| 15 | Sabah al-Ahmad al-Dżabir as-Sabah  |          | 16 czerwca 1929 Kuwejt  | 29 września 2020 Rochester | 29 stycznia 2006  | 29 września 2020           | Ahmad al-Dżabir as-Sabah Munira Othman Hamad Al-Ayyar Al-Saeed |
| 16 | Nawwaf al-Ahmad al-Dżabir as-Sabah |          | 25 czerwca 1937 Kuwejt  | 16 grudnia 2023 Kuwejt     | 30 września 2020  | 16 grudnia 2023            | Ahmad al-Dżabir as-Sabah Yamama                                |
| 17 | Miszal al-Ahmad al-Dżabir as-Sabah |          | 27 września 1940 Kuwejt |                            | 16 grudnia 2023   |                            | Ahmad al-Dżabir as-Sabah Maryam Marit Al-Huwaila               |